# Боривітер степовий
Боривітер степовий (Falco naumanni) — вид птахів родини Соколові (Falconidae) ряду Соколоподібні (Falconiformes). В Україні рідкісний птах, який, можливо, зник на гніздуванні. Належить до Червоної Книги України (статус-найменший ризик).

## Зовнішній вигляд

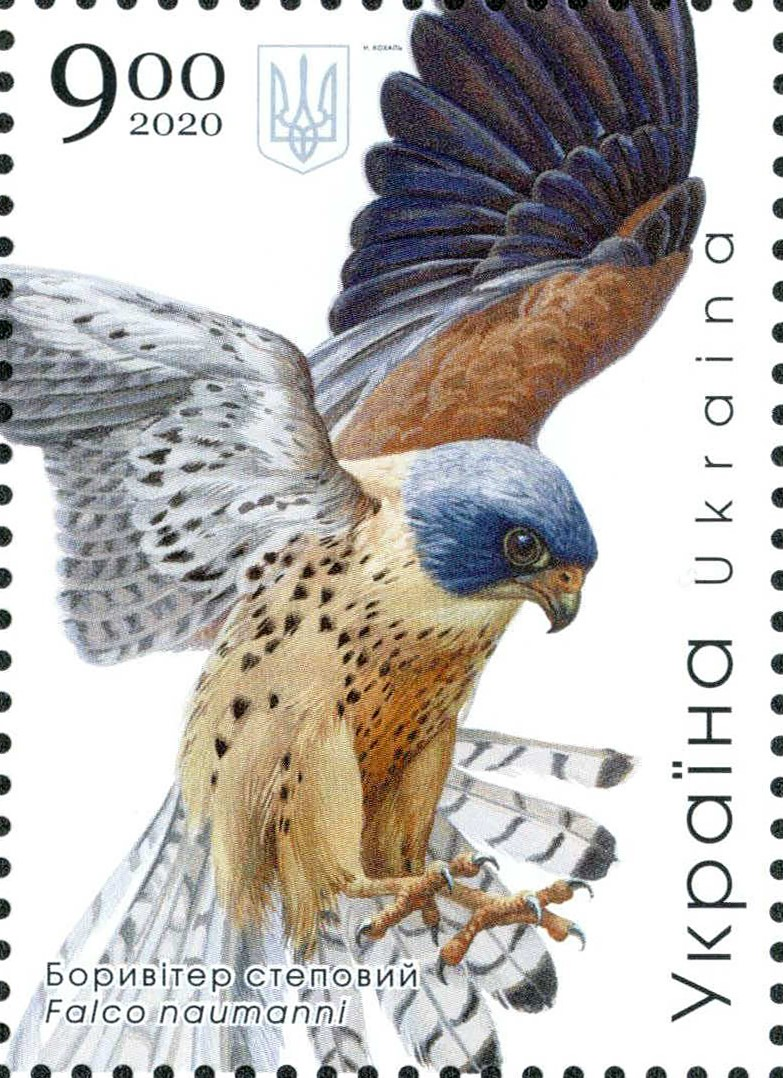
Поштова марка «Боривітер степовий». 2020 рік

Сокіл невеликих розмірів. У дорослого самця спина і більша частина верху крил руді, голова, смуги на крилах, надхвістя і хвіст зверху сірі, на верхівці хвоста чорна смуга; низ рудуватий з чорними плямами і рисками; махові пера чорно-бурі; дзьоб блакитно-сірий, восковиця і ноги жовті, очі темно-коричневі. Кігті білі. Доросла самка і молодий птах зверху іржасті з темно-бурими плямами; знизу вохристі з бурими плямами.
Дуже подібний до боривітра звичайного (Falco tinnunculus). Дорослий самець боривітра степового відрізняється від дорослого самця боривітра звичайного сірим кольором деякої частини верхніх покривних пер другорядних махових, а також відсутністю будь-яких «вусів» і темних плям на спині і зверху на крилах. Самки цих двох видів боривітрів відрізняються лише кольором кігтів. Маса тіла — 150–210 г, довжина тіла — 290–320 мм, розмах крил — 580–720 мм.

## Ареал виду та його поширення в Україні
Гніздовий ареал охоплює Південну Європу, Північну Африку, Західну Азію, Центральну Азію. В Україні зрідка трапляється в степовій смузі (останні роки тільки в Криму). Зимує в Африці (на південь від Сахари) та Південній Азії.

## Чисельність і причини її зміни
Сучасна чисельність виду в Європі оцінена в 25-42 тис. пар. Спостерігається загальне зниження чисельності на півдні Європи, що пов'язано з багаторічними флуктаціями чисельності виду в межах ареалу. Причини падіння чисельності — тісні зв'язки з динамікою чисельності саранових, розорювання цілини, застосування пестицидів, відстріл.
В Україні протягом ХХ ст. чисельність знижувалась, але в 1960-ті рр. на Закарпатті та в Криму вид був досить звичайним і гніздився колоніями до 400 пар (Крим). В 1990-х рр. поодинокі пари були відомі в Донецькій області і Криму. В останні роки гніздування поодиноких пар ймовірне в Криму, але цілком можливо, що вид вже зник з гніздової фауни України. Дані різних авторів про гніздування виду на початку XXI ст. в Донецькій, Дніпропетровській, Закарпатській областях та в Криму при перевірці не підтвердились.

## Особливості біології

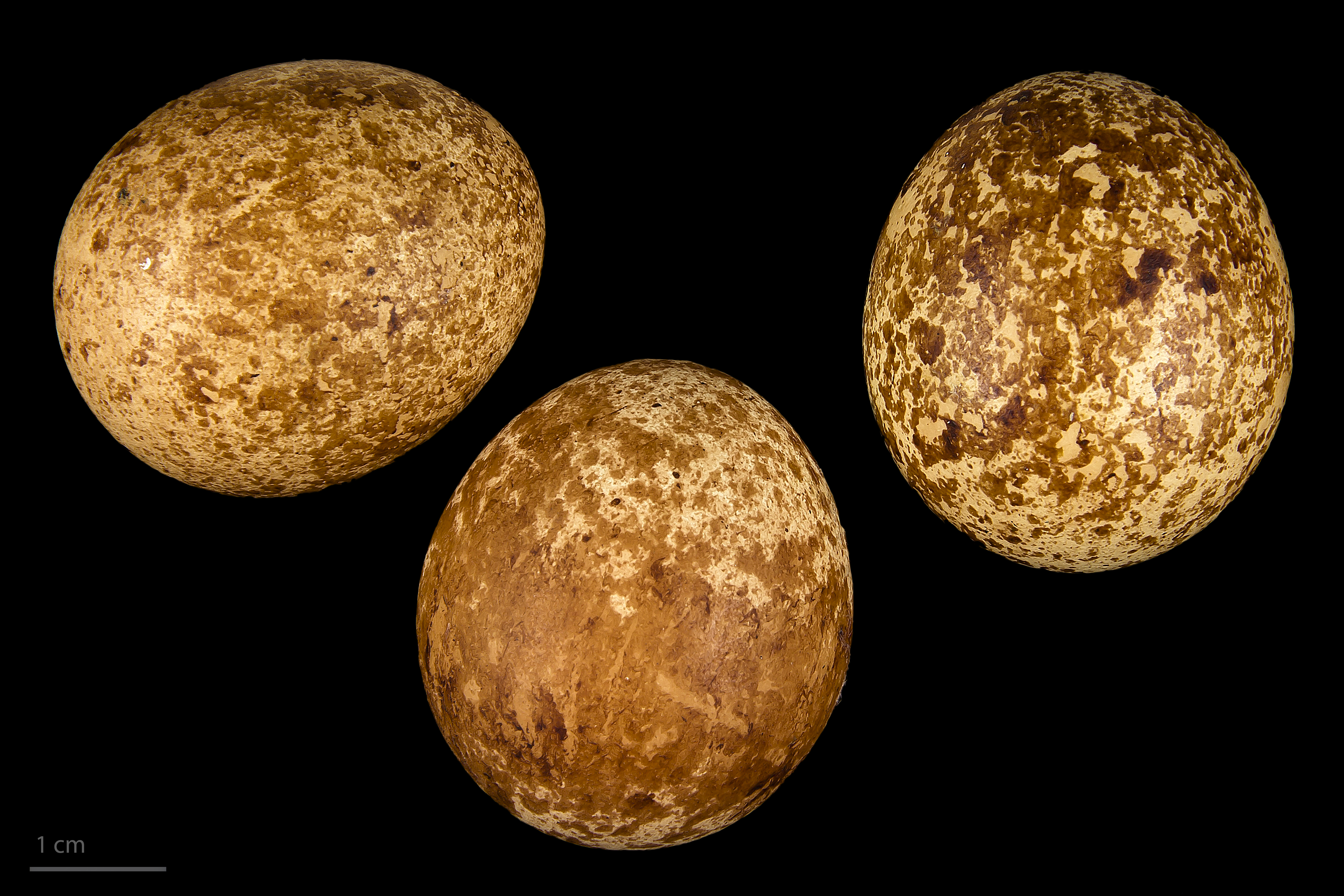
Яйця боривітра степового в оологічній колекції, Тулузький музей

Перелітний птах. З'являється на місцях гніздування в кінці березня — квітні. Трапляється на вапнякових, глинистих урвищах, уступах скель, спорудах людини серед степу. Відкладає яйця наприкінці квітня — на початку травня. Гнізда влаштовує у норах, розщелинах скель, на карнизах будинків і урвищ. Надає перевагу глибоким, до двох метрів, нішам і тріщинам з м'яким ґрунтом як підстилкою, шар якого може бути невеликий (0,5-1 см). Рідше гніздиться в наскрізних нішах або на захищених зверху карнизом виступах. Гніздо являє собою розчищений майданчик або неглибоку ямку (останнє буває рідко і характерніше для боривітра звичайного), в якій і лежать яйця. В минулому відомі колоніальні гніздування (Крим, Закарпаття). У кладці 4-5 яєць. Насиджує самка, 28 діб. Пташенята вилітають з гнізда у липні. Відліт з кінця серпня — у вересні.
Живиться переважно комахами (сарана), дрібними мишоподібними гризунами і птахами.

## Охорона
Включено до Конвенції CITES (Додаток ІІ), Бернської конвенції (Додаток ІІ). Включено до Червоної книги України (1994, 2009), Червоного переліку МСОП та Європейського червоного переліку. В Україні на гніздуванні охоронявся в Опукському природному заповіднику.

## Зовнішні посилання
- Хижі птахи України [Архівовано 12 березня 2013 у Wayback Machine.]
- Боривітер степовий у Червоній книзі України [Архівовано 29 листопада 2012 у Wayback Machine.]
- Lesser kestrel species text in The Atlas of Southern African Birds [Архівовано 16 липня 2015 у Wayback Machine.]
- Ageing and sexing (PDF; 3.5 MB) by Javier Blasco-Zumeta & Gerd-Michael Heinze [Архівовано 8 листопада 2016 у Wayback Machine.]